# بويرتو مادرين (مدينة)
بويرتو مادرين (بالإسبانية: Puerto Madryn)‏ هي منطقة سكنية تقع في الأرجنتين في قسم فيدما. يقدر عدد سكانها بـ 73,612 نسمة ومساحتها 330 كم2 وترتفع عن سطح البحر 17 متر.

## المناخ
يظهر الجدول التالي التغييرات المناخية على مدار السنة لبويرتو مادرين:
| البيانات المناخية لـبويرتو مادرين | البيانات المناخية لـبويرتو مادرين | البيانات المناخية لـبويرتو مادرين | البيانات المناخية لـبويرتو مادرين | البيانات المناخية لـبويرتو مادرين | البيانات المناخية لـبويرتو مادرين | البيانات المناخية لـبويرتو مادرين | البيانات المناخية لـبويرتو مادرين | البيانات المناخية لـبويرتو مادرين | البيانات المناخية لـبويرتو مادرين | البيانات المناخية لـبويرتو مادرين | البيانات المناخية لـبويرتو مادرين | البيانات المناخية لـبويرتو مادرين | البيانات المناخية لـبويرتو مادرين |
| الشهر | يناير                             | فبراير                            | مارس                              | أبريل                             | مايو                              | يونيو                             | يوليو                             | أغسطس                             | سبتمبر                            | أكتوبر                            | نوفمبر                            | ديسمبر                            | المعدل السنوي                     |
| --- | --------------------------------- | --------------------------------- | --------------------------------- | --------------------------------- | --------------------------------- | --------------------------------- | --------------------------------- | --------------------------------- | --------------------------------- | --------------------------------- | --------------------------------- | --------------------------------- | --------------------------------- |
| الدرجة القصوى °م (°ف) | 43.4 (110.1)                      | 40.5 (104.9)                      | 37.9 (100.2)                      | 34.9 (94.8)                       | 28.5 (83.3)                       | 25.4 (77.7)                       | 24.5 (76.1)                       | 29.0 (84.2)                       | 30.2 (86.4)                       | 35.0 (95.0)                       | 38.0 (100.4)                      | 39.0 (102.2)                      | 43.4 (110.1)                      |
| متوسط درجة الحرارة الكبرى °م (°ف) | 27.4 (81.3)                       | 26.9 (80.4)                       | 24.4 (75.9)                       | 20.8 (69.4)                       | 16.1 (61.0)                       | 12.9 (55.2)                       | 12.8 (55.0)                       | 14.5 (58.1)                       | 17.0 (62.6)                       | 19.9 (67.8)                       | 23.7 (74.7)                       | 26.2 (79.2)                       | 20.2 (68.4)                       |
| المتوسط اليومي °م (°ف) | 19.9 (67.8)                       | 19.4 (66.9)                       | 17.3 (63.1)                       | 14.2 (57.6)                       | 10.4 (50.7)                       | 7.8 (46.0)                        | 7.3 (45.1)                        | 8.5 (47.3)                        | 10.5 (50.9)                       | 13.1 (55.6)                       | 16.0 (60.8)                       | 18.3 (64.9)                       | 13.6 (56.5)                       |
| متوسط درجة الحرارة الصغرى °م (°ف) | 13.7 (56.7)                       | 13.2 (55.8)                       | 11.1 (52.0)                       | 8.1 (46.6)                        | 5.1 (41.2)                        | 3.0 (37.4)                        | 2.1 (35.8)                        | 2.7 (36.9)                        | 4.5 (40.1)                        | 6.9 (44.4)                        | 9.7 (49.5)                        | 12.0 (53.6)                       | 7.7 (45.9)                        |
| أدنى درجة حرارة °م (°ف) | 3.7 (38.7)                        | 1.7 (35.1)                        | −2.6 (27.3)                       | −4.8 (23.4)                       | −8.2 (17.2)                       | −9.9 (14.2)                       | −11.6 (11.1)                      | −10.0 (14.0)                      | −8.0 (17.6)                       | −5.9 (21.4)                       | −2.0 (28.4)                       | −0.6 (30.9)                       | −11.6 (11.1)                      |
| الهطول مم (إنش) | 10.0 (0.39)                       | 14.1 (0.56)                       | 16.6 (0.65)                       | 12.6 (0.50)                       | 23.8 (0.94)                       | 14.1 (0.56)                       | 16.6 (0.65)                       | 10.6 (0.42)                       | 14.1 (0.56)                       | 17.8 (0.70)                       | 10.1 (0.40)                       | 12.4 (0.49)                       | 172.8 (6.80)                      |
| متوسط الرطوبة النسبية (%) | 49                                | 53                                | 54                                | 56                                | 63                                | 66                                | 63                                | 59                                | 58                                | 59                                | 51                                | 48                                | 57                                |
| ساعات سطوع الشمس الشهرية | 289                               | 251                               | 234                               | 170                               | 137                               | 118                               | 134                               | 149                               | 194                               | 234                               | 255                               | 273                               | 2٬438                             |
| نسبة وصول أشعة الشمس | 62                                | 65                                | 61                                | 52                                | 45                                | 43                                | 46                                | 47                                | 55                                | 57                                | 58                                | 58                                | 54                                |
| المصدر #1: Secretaria de Mineria, Oficina de Riesgo Agropecuario (extremes 1990–present) Centro Nacional Patagónico (extremes 1982–2001) |                                   |                                   |                                   |                                   |                                   |                                   |                                   |                                   |                                   |                                   |                                   |                                   |                                   |
| المصدر #2: منظمة الأغذية والزراعة (sun only)                                                                                             |                                   |                                   |                                   |                                   |                                   |                                   |                                   |                                   |                                   |                                   |                                   |                                   |                                   |

## توأمة
لبويرتو مادرين (مدينة) اتفاقيات توأمة مع كل من:
- نيفين
- باولا
- بيسكو، بيرو
- بويرتو مونت

## معرض صور

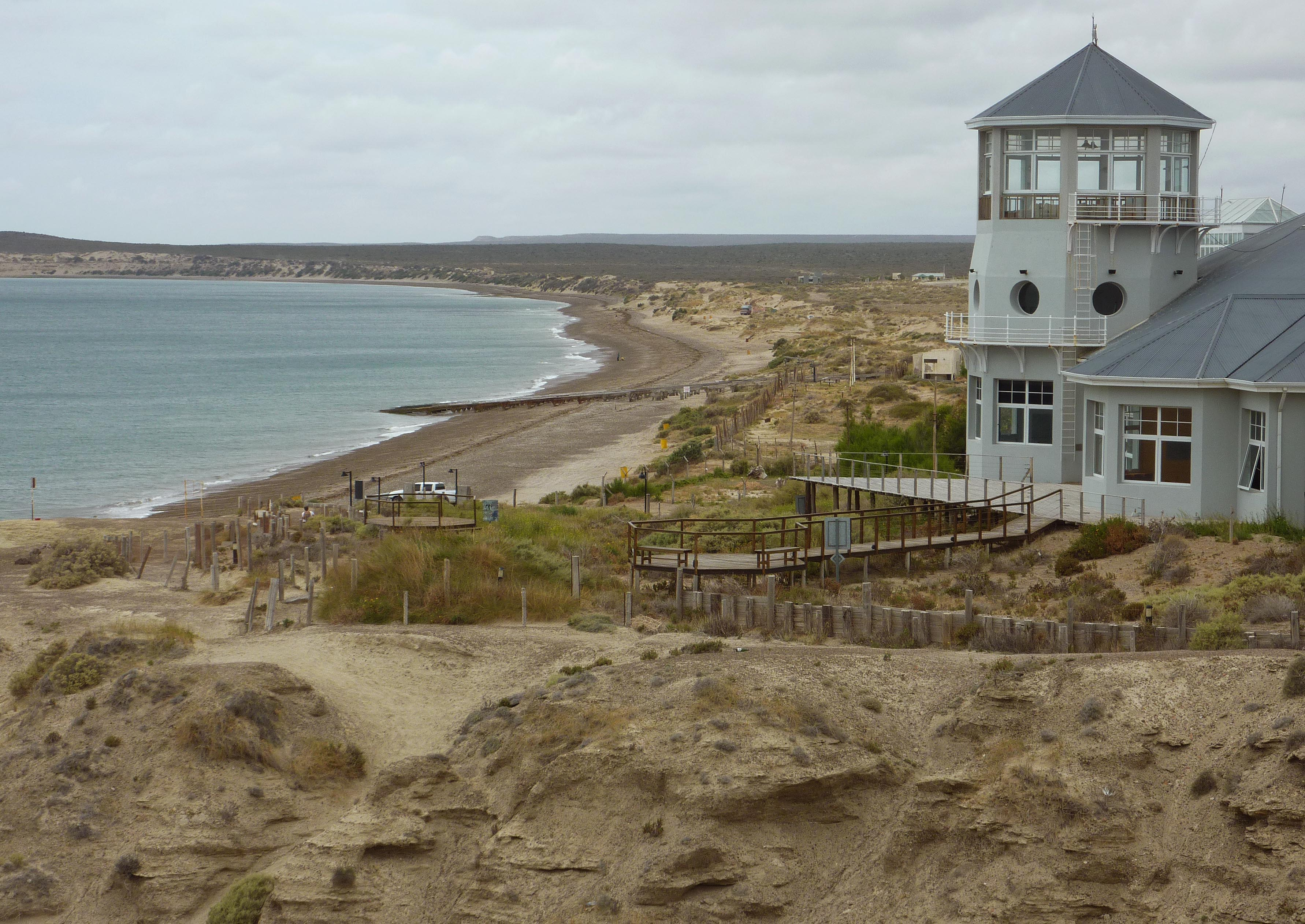
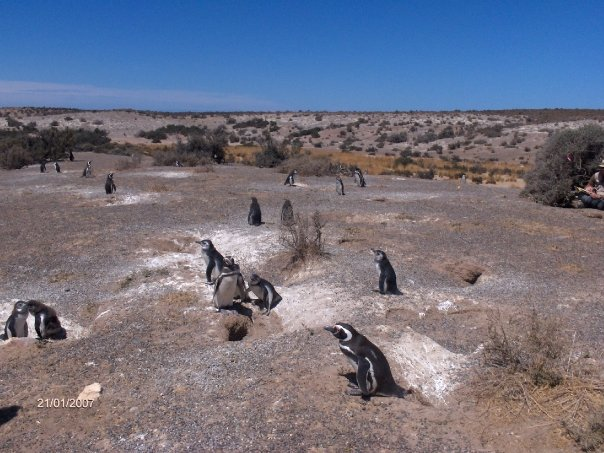
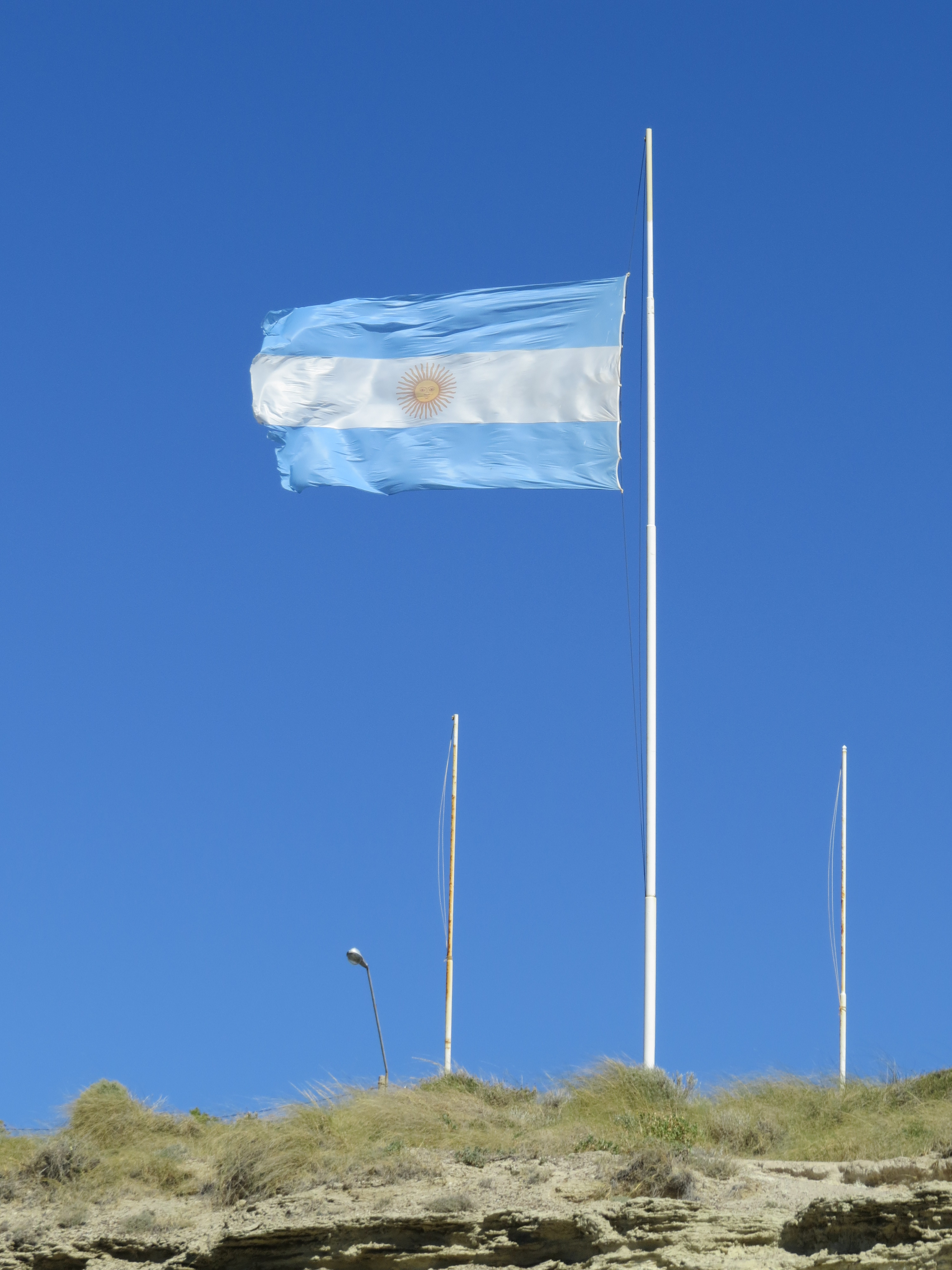
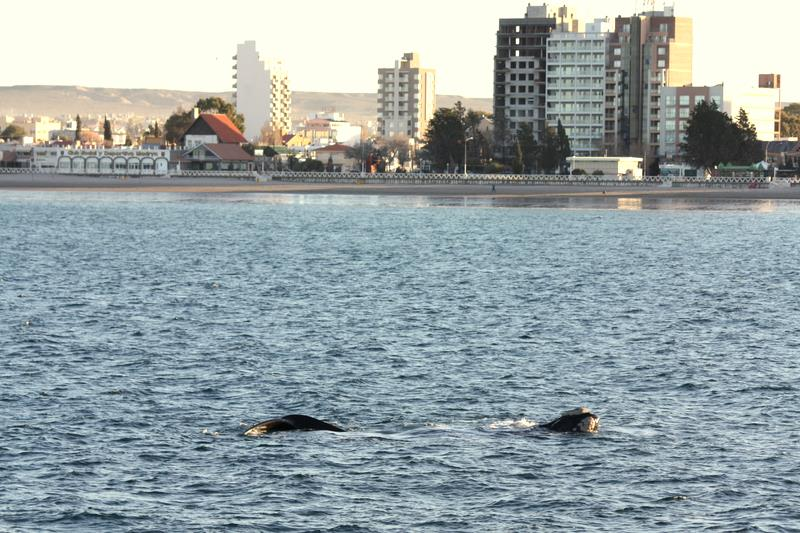

## أعلام
- كريستيان ليما
- غابرييل ميركادو
- ماورو فرنانديز